# Berend-Jan van Voorst tot Voorst
Berend-Jan Marie baron van Voorst tot Voorst (Beek, 7 februari 1944 – Den Haag, 6 november 2023) was een Nederlands politicus en bestuurder uit het adellijke geslacht Van Voorst tot Voorst. Hij was staatssecretaris namens het CDA in het kabinet-Lubbers II (Europese Zaken) en Lubbers III (Defensie).

## Levensloop
Van Voorst tot Voorst was een zoon van Eduard baron van Voorst tot Voorst (1892-1972), die burgemeester was van de gemeenten Ubbergen en Tilburg. Hij doorliep het St.-Odulphuslyceum in Tilburg. Hij studeerde rechten aan de Katholieke Universiteit Nijmegen en tussendoor een jaar politieke wetenschappen aan de Universiteit van Fribourg in Zwitserland. 
In 1968 begon hij als jurist op het ministerie van Economische Zaken op de afdeling Buitenlandse Economische Betrekkingen (BEB). In 1969 ging hij in de ondersteuning van Europees Commissaris  Maan Sassen werken in Brussel. Hij wisselde het ministerie van Economische Zaken en de Europese Unie nog enkele malen af en werd uiteindelijk plaatsvervangend directeur van de afdeling Buitenlandse Economische Betrekkingen.
Na zijn periode als staatssecretaris in twee kabinetten-Lubbers vanaf 1986 was Van Voorst tot Voorst van 1993 tot 2005 commissaris van de Koningin (ook wel gouverneur genoemd) van de provincie Limburg. Hij werd opgevolgd door Léon Frissen.
Berend-Jan van Voorst tot Voorst was voorzitter van de Nederlandse afdeling van de adellijke katholieke Orde van Malta van 2005 tot 2010. Hij werd opgevolgd door jhr. Peter van Meeuwen. Hij was bestuurslid van het Nationaal Fonds voor Vrede, Vrijheid en Veteranenzorg (het 'vfonds'), lid van de raad van bestuur van de Oorlogsgravenstichting en voorzitter van de Stichting Margraten Memorial Center.
Van Voorst tot Voorst overleed op 79-jarige leeftijd.
- Parlement.com: vg09llp4xjze